# El Duraznito
El Duraznito är en ort i Mexiko.   Den ligger i kommunen Tlahuiltepa och delstaten Hidalgo, i den sydöstra delen av landet, 170 km norr om huvudstaden Mexico City. El Duraznito ligger 1 418 meter över havet och antalet invånare är 248.
Terrängen runt El Duraznito är bergig norrut, men söderut är den kuperad. Runt El Duraznito är det glesbefolkat, med 19 invånare per kvadratkilometer. Närmaste större samhälle är Jacala, 19,7 km väster om El Duraznito. I omgivningarna runt El Duraznito växer i huvudsak blandskog.